# Рутиляно
Рутиля̀но (на италиански: Rutigliano, на местен диалект Retegghiène, Ретегиене) е град и община в Южна Италия, провинция Бари, регион Пулия. Разположен е на 125 m надморска височина. Населението на общината е 18 018 души (към 2010 г.).